# 井川町井内西
井川町井内西（いかわちょういうちにし）は、徳島県三好市の町名。郵便番号は779-4805。

## 地理
三好市の北東部に位置。東は井内谷川を挟んで井川町井内東、北は井川町ヒラソ・井川町吉岡・井川町野津後・井川町岡野前・井川町井関、西は井川町里川・池田町漆川、南は西祖谷山村小祖谷とそれぞれ接する。旧井内谷村の西側の地域に当たる。
地域の南には腕山が聳え、井川スキー場腕山が設置されている。

### 山岳
- 腕山
- 八石山

### 河川
- 井内谷川

## 歴史
- 2006年（平成18年）3月1日 - 三好郡井川町が三野町・池田町・山城町・東祖谷山村・西祖谷山村と合併して三好市が発足し、現在の町名となる。

## 世帯数と人口
2021年（令和3年）11月30日現在の世帯数と人口は以下の通りである。
| 町丁         | 世帯数  | 人口  |
| ------------ | ------- | ----- |
| 井川町井内西 | 234世帯 | 467人 |

## 施設

### 教育施設
- 三好市立井内小学校

### 名所
- 井川スキー場腕山 - とくしま88景選定。
- 下影の棚田 - 日本の棚田百選・にし阿波お勧めビューポイント100選選定。

### 社寺・史跡
- 武大神社
- 安田神社
- 大山祇大神社
- 八石城跡

## 交通

### 鉄道
- 最寄り駅はJR徳島線の辻駅。

### 道路
都道府県道
- 徳島県道140号大利辻線
- 徳島県道265号腕山花ノ内線